# Antonio García Navajas
Antonio García Navajas (Posadas, 8 marzo 1958) è un ex calciatore spagnolo, di ruolo difensore.

## Palmarès

### Club

#### Competizioni nazionali
- Campionato spagnolo: 1

Real Madrid: 1979-1980
- Coppa di Spagna: 2

Real Madrid: 1979-1980; 1981-1982
- Copa de la Liga: 1

Real Valladolid: 1984